# Спиноцеребеларна атаксия
Спиноцеребеларната атаксия (СЦА) (от английски: spinocerebellar ataxia, SCA; от английски: spine – „гръбначен стълб“, от латински: cerebellum – „малък мозък“ и ataxia – „разстройство“) е прогресиращо, невродегенеративно, наследствено заболяване от различни типове, всеки от които се разглежда като отделна болест. До този момент са известни повече от 20 типа на това заболяване.
Ая Кито(Aya Kitō) – японско момиче, разболяла се от СЦА на 15-годишна възраст, е водила личен дневник, озаглавен като 1 литър сълзи (1リットルの涙 Ичи риттору но намида)

## Симптоми
Спиноцеребеларната атаксия се отнася към група от генетични заболявания, характеризираща се с бавно прогресивна загуба на равновесие, нарушена походка – gait abnormality (трудно изкачване на стълби), неясна реч – дизартрия (dysarthria), слабост в ръцете и краката, неволеви движения на очите – нистагъм (nystagmus), в някои случаи преглъщането, писането (и други дейности изискващи сръчност на пръстите), може да се появи болестта на Паркинсон (БП) (на английски: Parkinson's disease, PD) – ритмични мускулни свивания, включващи потрепвания на 1 или повече части на тялото, хипокинезия (hypokinesia) – намалена двигателна активност, постурална нестабилност (postural instability) – нарушаване на равновесието, виене на свят при ходене, ригидност (rigidity) – вцепененост, неподвижност.
Някои от атаксиите, са склонни да бъдат по-леки, без да имат ефект върху дишането, преглъщането, контрола на пикочния мехур, мисленето и силата, които някои форми на атаксия могат да принесат.

## Типове
| Тип СЦА      | Настъпва средно на (диапазон от години) | Средна продължителност (диапазон от години) | Симптоми | Произход | Проблеми с ДНК            |
| ------------ | --------------------------------------- | ------------------------------------------- | --- | -------- | ------------------------- |
| СЦА1 (ATXN1) | 40 години (от 10 до 60-годишна възраст) | 15 години (от 10 до 35 години)              | Нарушена походка, неясна реч, трудности с баланса, неволеви движения на очите, трудности при преглъщане, намалена мускулна сила, състояние на обърканост и др | -        | CAG repeat, 6p (Ataxin 1) |

## Предаване
Генетичните болести обикновено се свързват с термина „мутация“. Това означава, че даден ген е бил променен от случайно събитие наречено мутация. Тази мутация променя функцията на гена като дава погрешна информация на тялото, в резултат на което се развива заболяването. Във всяка клетка има две копия от всеки ген. Едното копие е унаследено от майката, а другото от бащата.
- Автозомно-доминантно унаследяване (англ.: Autosomal dominant inheritance) – начин на унаследяване на генетично заболяване, при което индивидът получава само едно променено копие (мутация) от даден ген, като промененият ген доминира над нормалния, тоест СЦА се предава от поколение на поколение, без да прескача 1 или 2 поколения и ако единият родител има СЦА то вероятността детето да наследи и да развие болестта е 50 %, независимо от пола на детето.

- Автозомно-рецесивно унаследяване (англ. Autosomal recessive inheritance) – начин на унаследяване на генетично заболяване, при което индивидът получава две променени копия (мутации) от даден ген, по едно от всеки родител; индивид с един променен ген е незасегнат (здрав) носител, тоест има 25 % шанс детето да унаследи генетичното заболяване ако и двата родителя притежават мутацията, която засяга само един от двата гена, тоест родителите не са болни, тъй както само един от техните родители е притежавал мутацията.

- (Автозомно доминантно унаследяване)
- (Автозомно-рецесивно унаследяване)

## Лечение
Все още не е открит лек, който напълно да излекува СЦА, която се смята за прогресивно и необратимо заболяване, въпреки че не всички видове СЦА причиняват еднакво тежки увреждания. Лечението обикновено е насочено към облекчаване на симптомите, а не на самото заболяване. Лекарства и други терапии, могат да бъдат подходящи за някои от симптомите, които могат да включват тремор, скованост, депресия, спазми, нарушения на съня и др. Обикновено, едно лице страдащо от тази болест в крайна сметка няма да бъде в състояние да изпълнява ежедневните задачи. Въпреки това, рехабилитацията може да помогне на пациентите да се увеличи способността им на самостоятелни грижи и да забавят влошаването до известна степен.

## Рехабилитация
Физиотерапевтите могат да подпомагат на пациентите в поддържането на тяхното ниво на независимост чрез терапевтични програми и упражнения. Физикалната терапия или физиотерапията като цяло подпомага на пациенти с атаксия да подобрят равновесието и ходенето си. В терапевтичните програми могат да бъдат включени също и упражнения за укрепване на мускулите. Изследването показа, че пациентите с лек стадий на спиноцеребеларна атаксия 2 (СЦА2), придобиват значително подобрение в статичното равновесие след шест месеца физикална терапия, упражнения и специално изготвена обучителна програма. Ерготерапевтите могат да помогнат на пациентите с некоординираност чрез използването на адаптивни устройства. Такива устройства могат да бъдат бастуни, патерици, проходилки или инвалидни колички, за тези с нарушена походка. Други устройства са на разположение за подпомагане с писането, храненето и самостоятелните грижи, ако координацията на ръцете е нарушена. Известно ниво на подобрение е доказано, че се поддържа 24 седмици след лечението. Патолозите могат да използват алтернативни комуникационни устройства, за да помогнат на пациенти с нарушен говор.